# هوارد توماس أورفيل
هوارد توماس أورفيل (بالإنجليزية: Howard Thomas Orville) هو ضابط أمريكي، ولد في 16 يونيو 1901 في ساراتوغا في الولايات المتحدة، وتوفي في 24 مايو 1960.